# Winfield (sigarette)

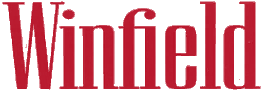
Il wordmark Winfield

Winfield è una marca di sigarette molto famosa in Australia e Nuova Zelanda, vendute anche in Europa, America del Nord e Asia. Sono prodotte dalla British American Tobacco Australia (BATA) e sono disponibili in Australia dal 1972.

## Tipi e varianti
Normalmente vengono distinte la variante Rossa e la variante Blu, dopo che l'Australian Competition and Consumer Commission (ACCC) del 2005 ha vietato di scrivere sui pacchetti di sigarette "Light" o "Low tar" in quanto era consuetudine per i fumatori pensare che questi tipi di sigarette recassero meno danno alla salute.
In Australia si trovano pacchetti da 20, 25 e 30 sigarette nelle seguenti varianti:
Winfield Red (dal contenuto di 16 mg di catrame)
Winfield Blue (dal contenuto di 12 mg di catrame)
Winfield Gold (dal contenuto di 8 mg di catrame)
Winfield Sky Blue (dal contenuto di 6 mg di catrame)
Winfield Silver (dal contenuto di 4 mg di catrame)
Winfield Ultimate (dal contenuto di 1 mg di catrame)
Winfield Menthol (aromatizzate al mentolo dal contenuto di 8 mg di catrame)
Winfield Cool Menthol (aromatizzate al mentolo dal contenuto di 4 mg di catrame)

## Sponsor

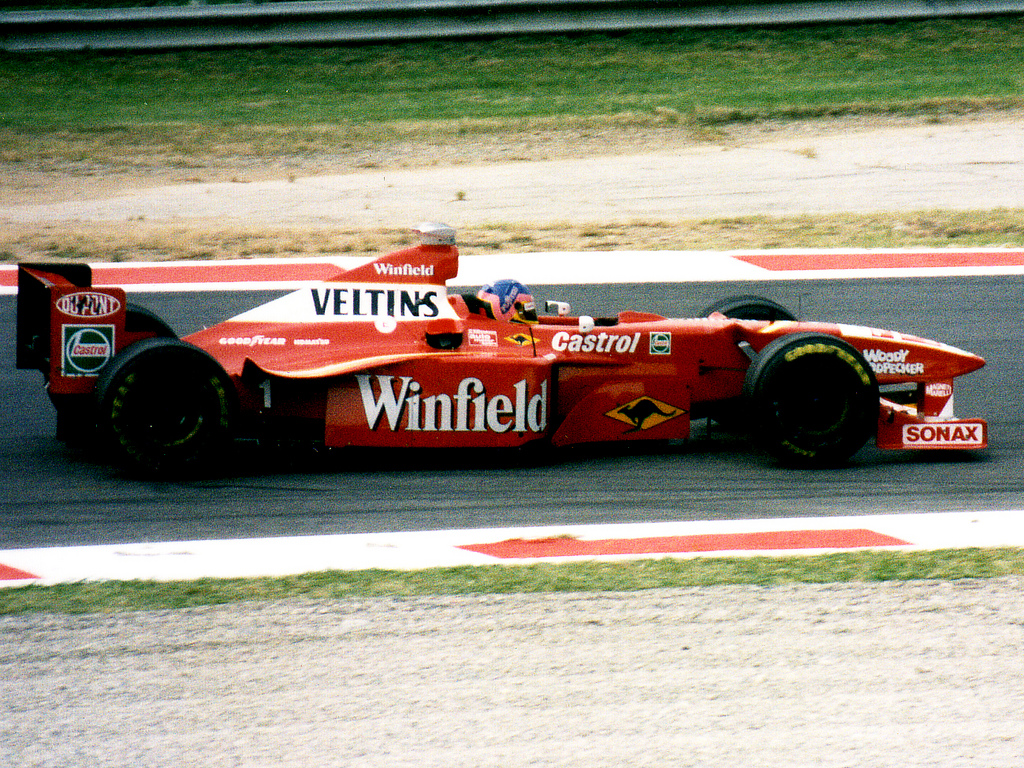
Winfield title sponsor della scuderia nella stagione

Nel biennio 1998-1999 Winfield è stato title sponsor della scuderia britannica Williams in Formula 1, subentrando a Rothmans, altro marchio di Rothmans International.

## Posizione nel mercato australiano
Lo Winfield dominano il mercato delle sigarette australiano e si sono guadagnate il soprannome di "Winnie". Secondo l'AC Nielsen (una ricerca di mercato del 2006) sono fumate dal 32% dei fumatori australiani, quasi il doppio rispetto alle rivali in seconda posizione, le sigarette Longbeach, prodotte dalla Philip Morris.